# Konrady
Konrady (deutsch Konraden) ist ein kleines Dorf in der polnischen Woiwodschaft Ermland-Masuren. Es gehört zur Gmina Świętajno (Landgemeinde Schwentainen, 1938 bis 1945 Altkirchen (Ostpr.)) im Powiat Szczycieński (Kreis Ortelsburg).

## Geographische Lage
Konrady liegt 500 Meter östlich des Ostkanals (polnisch Jerutka) in der südlichen Mitte der Woiwodschaft Ermland-Masuren, 17 Kilometer südöstlich der Kreisstadt Szczytno (deutsch Ortelsburg).

## Geschichte
Eine erste Erwähnung einer Besiedlung im Raum Konraden (bis etwa 1900 auch Conraden) findet sich erst 1786. 1788 findet sich die Notiz, „daß sechs Eigenkätner, die bereits seit 1785 auf Scheffelplätzen gewohnt haben, (Ländereien) erbeigentümlich zugewiesen erhielten“. In späterer Zeit sorgte die Anlage von Abzugsgräben in den ausgebauten Ostkanal für eine Veränderung der häufigen Überschwemmungen.
1874 wurde Conraden in den neu errichteten Amtsbezirk Wilhelmsthal (polnisch Pużary) im ostpreußischen Kreis Ortelsburg eingegliedert.
Die Zahl der Einwohner Konradens belief sich 1910 auf 119, 1933 auf 139 und 1939 auf 136. Aufgrund der Bestimmungen des Versailler Vertrags stimmte die Bevölkerung in den Volksabstimmungen in Ost- und Westpreussen am 11. Juli 1920 über die weitere staatliche Zugehörigkeit zu Ostpreußen (und damit zu Deutschland) oder den Anschluss an Polen ab. In Konraden stimmten 101 Einwohner für den Verbleib bei Ostpreußen, auf Polen entfielen keine Stimmen.
Im Jahre 1945 wurde Konraden in Kriegsfolge mit dem gesamten südlichen Ostpreußen an Polen überstellt. Das Dorf erhielt die polnische Namensform „Konrady“ und ist heute mit dem Sitz eines Schulzenamtes (polnisch Sołectwo) eine Ortschaft im Verbund der Gmina Świętajno (Landgemeinde Schwentainen, 1938 bis 1945 Altkirchen (Ostpr.)) im Powiat Szczycieński (Kreis Ortelsburg), bis 1998 der Woiwodschaft Olsztyn, seither der Woiwodschaft Ermland-Masuren zugehörig. Im Jahre 2011 zählte Konrady 50 Einwohner.

## Kirche
Bis 1945 war Konraden in die evangelische Kirche Gawrzialken (1928 bis 1945 Wilhelmsthal, polnisch Gawrzyjałki) in der Kirchenprovinz Ostpreußen der Kirche der Altpreußischen Union sowie in die römisch-katholische Kirche Liebenberg (polnisch Klon) im damaligen Bistum Ermland eingepfarrt.
Heute gehört Konrady katholischerseits zur St.-Adalbert-Kirche Gawrzyjałki im jetzigen Erzbistum Ermland, evangelischerseits zur Pfarrei Szczytno (Ortelsburg) in der Diözese Masuren der Evangelisch-Augsburgischen Kirche in Polen.

## Schule
In Konraden bestand eine einklassige Schule, die auch von den Kindern aus Alt Suchoroß (1938 bis 1945 Ostfließ, polnisch Stare Suchoros, nicht mehr existent) und Neu Suchoroß (1938 bis 1945 Auerswalde, polnisch Nowy Suchoros) und aus den Abbauten von Alt Czayken (1933 bis 1945 Alt Kiwitten, polnisch Stare Czajki) besucht wurde. Das Schulgebäude war 1925 errichtet worden.

## Verkehr
Konrady liegt an zwei Nebenstraßen, die von Jerominy (Jeromin) bzw. Nowe Czajki (Neu Czayken, 1933 bis 1945 Neu Kiwitten) in den Ort führen. Eine Anbindung an den Bahnverkehr besteht nicht.